# Уайтхед, Нил
Нил Уайтхед (англ. Neil L. (Lancelot) Whitehead; 19 марта 1956, Харроу, Мидлсекс[…] — 22 марта 2012[…], Мадисон) — британо-американский антрополог, культурный и исторический антрополог, этнограф и этноисторик, специалист по Карибам и региону Амазонки, которого также занимали шаманизм и насилие. Доктор философии (1984), профессор и завкафедрой Висконсинского университета в Мадисоне, где работал с 1993. Отмечен John Henry Breasted Prize (1998) и Rasputin Award (2002). Избранный феллоу Royal Anthropological Institute (1988) и American Anthropological Association (1989).

## Биография
Имел сестру.
В 1969—1974 годах учился в Merchant Taylors' School, Northwood. В 1974—1981 годах учился в Баллиол-колледже. В 1977 году получил степень бакалавра психологии и философии с отличием, а в 1978 году — диплом по социальной антропологии.
Докторскую степень D.Phil. получил в Оксфорде. В 1987 году также получил степень магистра MA там же. В 1993 году перешел из Оксфорда (где был тьютором в 1990-92), таким образом и перебравшись в США, на кафедру антропологии Висконсинского университета в Мадисоне. Ему доведется заведовать ею до конца жизни. В 2003 приглашенный профессор Laboratoire d'anthropologie sociale в Высшей школе в Париже.
В 1998—2007 годах два срока редактор журнала Ethnohistory.
Проводил исследования в регионе бассейна Амазонки и на Карибах, в частности изучал насилие, ведение войн, а также то, что он сам называл «темным шаманизмом» (противоположность позитивным аспектам этого института наподобие целительства). Причем, когда он исследовал феномен подобного, kanaimà, то сам подвергся нападению.
Последние годы жизни его занимала вовлеченность США в войны и терроризм. Он также являлся вокалистом группы Blood Jewel.
Автор вышедшей на основе его докторской Lords of the Tiger Spirit: A History of the Caribs in Colonial Venezuela and Guyana, 1498—1820 (1988).
Автор книги Dark Shamans: Kanaimà and the Poetics of Violent Death (Durham, NC, 2002). Редактор Violence, вышедшей в память о Begoña Aretxaga.
Соредактор Anthropologies of Guayana и Human No More, а также (совм. с Р. Б. Фергюсоном) War in the Tribal Zone (1992; 2-е изд. — 2000), в которой они рассматривают политические истоки и культурные значения «этнического» насилия в постколониальном мире. Публиковался в Current Anthropology.
Остались жена (женился в 1986) и четверо детей. Перед смертью болел раком.